# Zrno (fotografie)

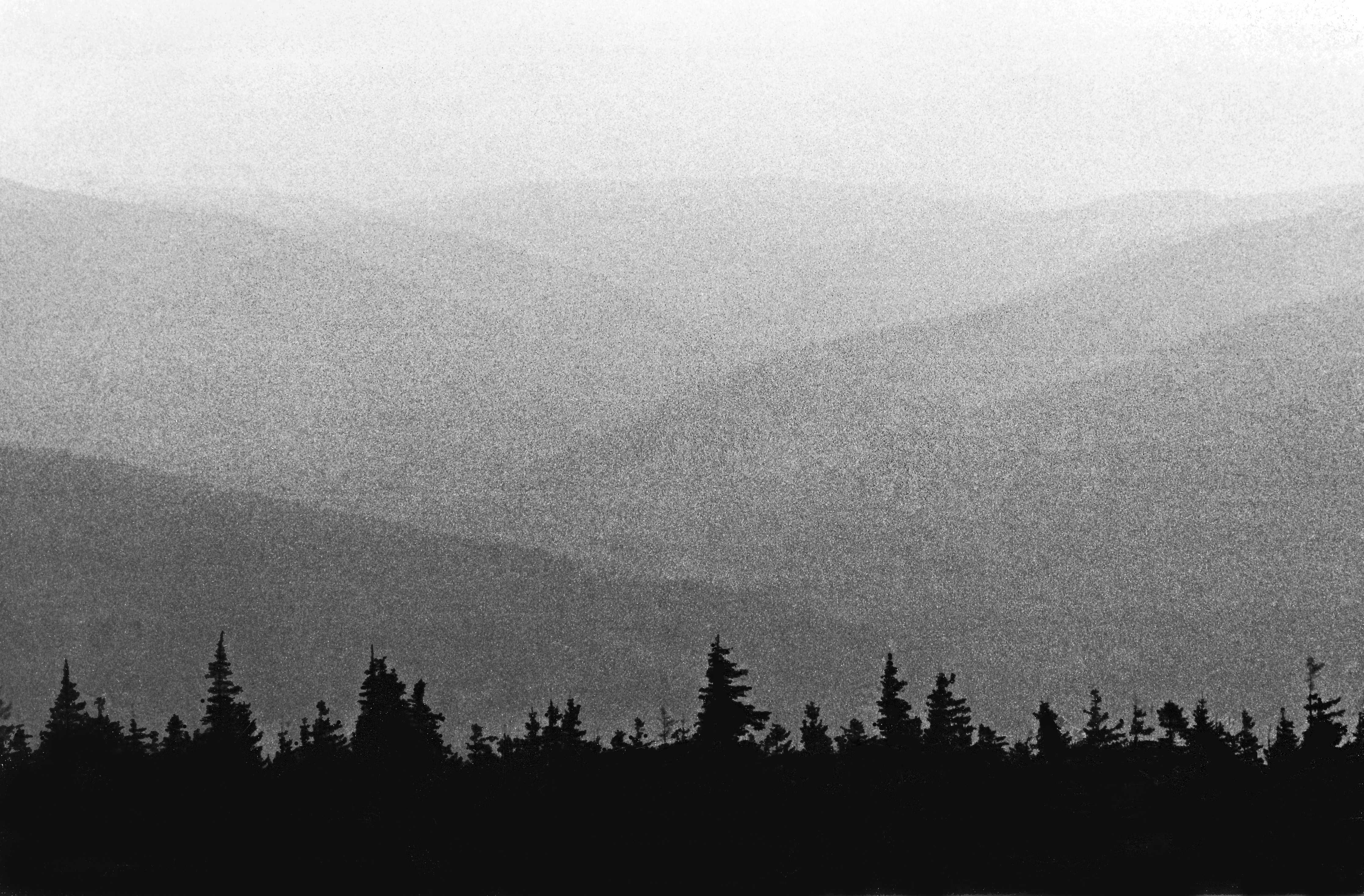

Filmové zrno je efekt, který vzniká na fotografickém filmu a liší se podle typu, kvality a způsobu zpracování materiálu. Zrnitost je způsobena fyzikálním procesem, během kterého světlocitlivé halogenidy stříbra spolu reagují v emulzi. Tím se objevuje struktura viditelná na vyvolané fotografií.
Filmové zrno je lépe pozorováno pří větší citlivosti nebo pří zvětšení obrazu.
V současné době existují způsoby minimalizace zrnitosti, ale také naopak efekt může být přidán pro estetické účely v postprodukci, nebo simulován pomocí zvýšení digitálního šumu.

## Rozdíl mezi filmovým zrnem a digitálním šumem
Vzhledem k tomu, že v digitální fotografií nejsou používány fotografické materiály, nelze považovat digitální šum za zrno. Zásadní rozdíl se objevuje pří skenování a zvětšení obrazu. Jednotlivé prvky zrnitosti digitalizovaného fotografického filmu se skládají z několika pixelů, ačkoliv každý prvek digitálního šumu je reprezentován jedním pixelem. Počet částic zrnitosti záleží na rozlišení digitalizace a samotném materiálu.

## Vznik zrnitosti
Relativně velké množství halogenidů stříbra se náhodně vyskytuje po celém objemu emulze fotografického materiálu, která se skládá z několika vrstev.
Kvůli osvitu se jednotlivé krystalky shlukují a vytvářejí charakteristický vzor na obrazu.
Viditelný efekt granulity je způsoben zrakovým vjemem. Všechny vrstvy emulze jsou vnímány najednou, nikoliv jako jednotné krystalky.

## Charakteristiky zrnitosti
Podle zdrojů:

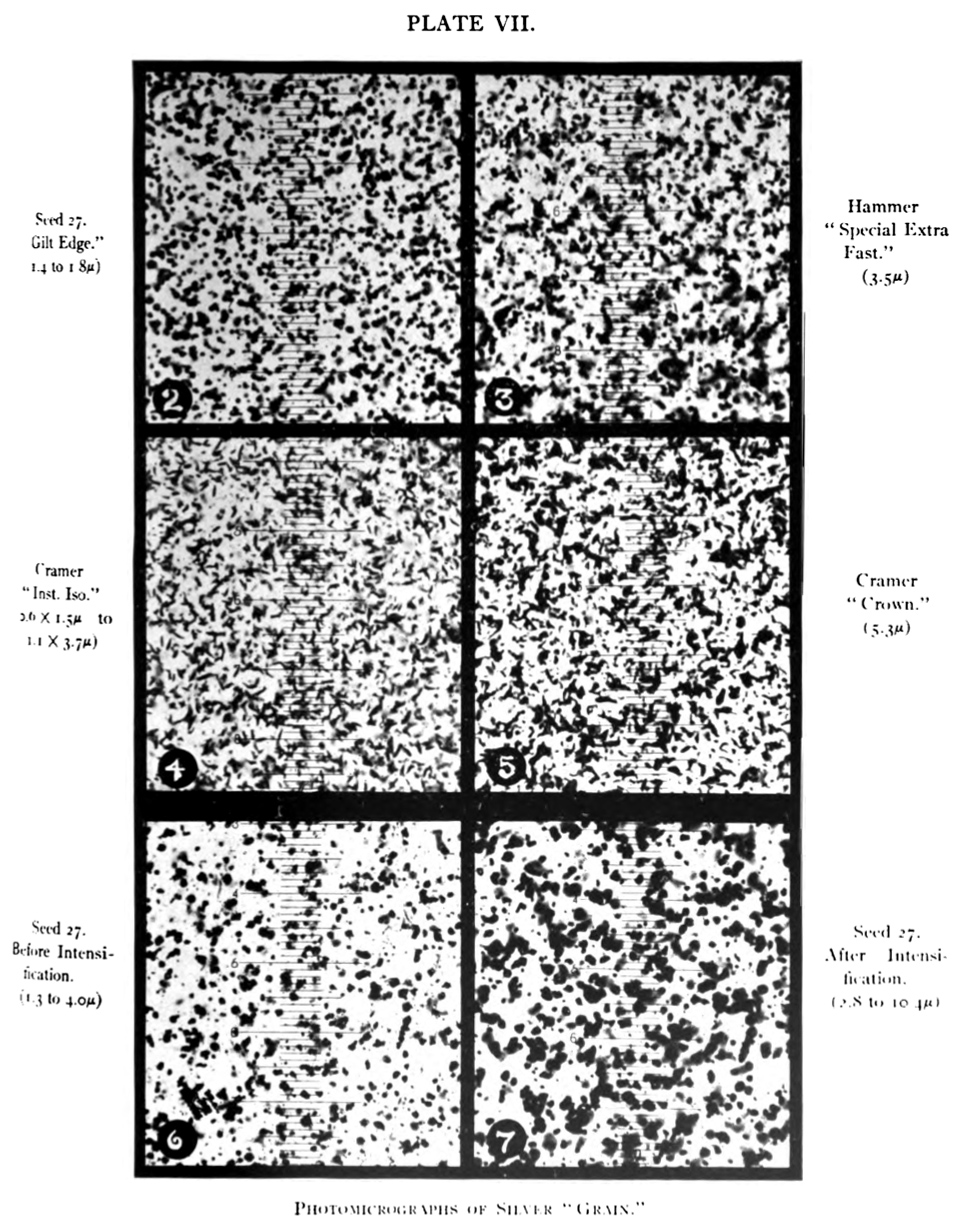
Různé projevy zrnitosti

Rozměr zrna je různý kvůli náhodnému rozmístění halogenidů stříbra. Několik faktorů má vliv na vzor zrnitosti: vlastnosti fotografického materiálu a vnější podmínky pří zachycení obrazu.

### Vlastnosti fotografického materiálu
- Citlivost – pří větší citlivosti materiálu se zvyšuje velikost jednotlivých částic.
- Náhodnost rozmístění halogenidů v emulzi.
- Velikost materiálu.
- Technologie výroby materiálu.

### Vnější podmínky
- Míra expozice – větší hustota zrnitosti se projevuje ve tmavších částech obrazu.
- Způsob a čas vyvolávání – pomocí nich je možné redukovat zrnitost fotografie.
- Větší teplota – způsobuje zvětšení intenzity zrnitosti.

## Měření zrnitosti
Podle zdrojů:

### Metoda Jonesa a Deischa
Tato Metoda sloužila za základ pro ostatní. Hlavním principem je měření granularity poměrně vzdálenosti, od které struktura se vzdává nerozeznatelnou.

### Granularita RMS
Granularita RMS (kvadratický průměr) je jedním ze způsobu numerického měření hustoty granularity – zřetelného vnímání zrnitosti. Pro tento účel je používán denzitometr s clonou 0,048 mm a digitálními výstupními zařízeními. Pomocí něj provádějí počet hustoty v několika bodech a pak výpočet standardní odchylky podle vzorce:
{\displaystyle \sigma D=\surd {\frac {\Sigma (D_{i}-{\bar {D}})^{2}}{n-1}}}

### Selwynova granularita
Tento způsob je používán pro kvantifikace struktury zrnitosti v prostoře. Mikrofotometr zaznamenává kolísání hustoty exponovaného filmového materiálu, což je definované vzorcem distribuce:
{\displaystyle P(D,dD)=\surd {\frac {a}{\pi G^{2}}}\times e^{(D-Do)^{2}a/(G^{2})}dD}